# Cepora fora
Cepora fora is een vlindersoort uit de familie van de Pieridae (witjes), onderfamilie Pierinae.
Cepora fora werd in 1897 beschreven door Fruhstorfer.